# Elektrorheologische Flüssigkeit
Elektrorheologische Flüssigkeiten, beziehungsweise elektrorheologische Fluide (abgekürzt: ERF) sind adaptive Materialien, deren Fließverhalten durch ein elektrisches Feld in weitem Rahmen schnell und reversibel gesteuert werden kann.

## Zugrundeliegender physikalischer Effekt
Man unterscheidet zwischen homogenen und heterogenen elektrorheologischen Flüssigkeiten.
Die homogenen ERF bestehen z. B. aus Aluminiumsalzen der Stearinsäure. Der Wirkmechanismus der homogenen ERF ist nicht mit letzter Gewissheit bekannt. Die heterogenen ERF bestehen aus polarisierbaren Teilchen oder Tröpfchen, welche in einer elektrisch nichtleitenden Trägerflüssigkeit, z. B. Silicon- oder Mineralöl, dispergiert sind.
Durch ein externes elektrisches Feld werden in den Partikeln Dipole induziert. Die Teilchen bilden Ketten und Säulen entlang der Feldlinien des elektrischen Feldes. Dieses sogenannte Kettenmodell nach Winslow ist das einfachste Strukturmodell zur Erklärung des elektrorheologischen Effektes. Makroskopisch lässt sich das rheologische Verhalten solcher Fluide mit dem Bingham-Modell erklären.

## Praktische Anwendung und Einsatzgebiete
Elektrorheologische Flüssigkeiten werden meist als zentraler Bestandteil eines mechatronischen Systems verwendet. Zusammen mit einem Gehäuse, einem Hochspannungsnetzteil und einer entsprechenden Steuerung bzw. Regelung können diese Systeme auf unterschiedliche Rahmenbedingungen reagieren.
So sind beispielsweise die Dämpfungseigenschaften von hydraulischen Lagern durch die Verwendung einer elektrorheologischen Flüssigkeit steuerbar. Bei Verwendung eines solchen Lagers als Motorlager in einem Automobil könnte die Dämpfung dynamisch an die Drehzahl des Motors und die Beschaffenheit des Untergrunds angepasst werden, um die Geräuschbelastung für die Insassen zu reduzieren.
Beim Transport von kranken Menschen oder sensiblen Gütern eignen sich konventionelle, passive Dämpfer nur bedingt. Aktiv regelbare Dämpfer auf Basis von ERF können hier Abhilfe schaffen.
Mit Hilfe von ERF lassen sich auch haptische Sensor-Aktor-Systeme realisieren. Weitere Anwendungsbereiche sind Aktuatoren, Ventile, Kupplungen und Bremsen.
Elektrorheologische Flüssigkeiten sind ebenso belastbar wie ihre Grundstoffe. Bei Verwendung als variable Bremse sind moderne ERF anders als Feststoffbremsen nicht abrasiv und vergleichsweise temperaturstabil. Es gibt jedoch auch ERF-Formulierungen, die aufgrund ihrer starken Abrasivität als Schleifmittel eingesetzt werden könnten.

## Aktuelle Entwicklungstendenzen
Die Forschungen und Entwicklungen der vergangenen Jahre haben zu deutlichen Verbesserungen sowohl der rheologischen als auch der elektrischen Eigenschaften von elektrorheologischen Flüssigkeiten geführt. Dabei hat sich die Entwicklung besonders auf ERF aus Polymerpartikeln konzentriert. Mit diesen elektrorheologischen Suspensionen z. B. aus Polyurethanpartikeln, dispergiert in einem Silikonöl als Träger, spielen Abrasion und Verschleiß keine Rolle mehr. Die weichen und elastischen Partikel haben zum einen keinen abrasiven Einfluss auf die mechanischen Komponenten der ER-Systeme (Pumpen, Ventile), zum anderen sind sie aufgrund ihrer Flexibilität selbst extrem beständig gegen mechanischen Verschleiß, so dass auch unter heftigster mechanischer Belastung keine Degradation der ERF selbst zu verzeichnen ist.
Durch eine geschickte Modifikation der Partikeloberfläche mit einem chemischen Dispergator kann heute die verbleibende Sedimentationsneigung der Suspension durch den verbleibenden Dichteunterschied zwischen Partikel und Trägerfluid gut kontrolliert werden. Diese Oberflächenanpassung hilft auch bei der Redispergierung der ER-Fluide nach einer längeren Standzeit. Durch diese Maßnahmen sind heute ERF verfügbar, die sich durch eine gute Konstanz der Kennwerte auch über längere Zeiträume auszeichnen.